# ヴォルネAOC
ヴォルネ （Volnay）は、ブルゴーニュワインの1つ。
ヴォルネ村はコート・ド・ボーヌ地区の中央部に位置し、県南部の中心都市ボーヌ市から南西の約8キロ、北はポマール村に、南はムルソー村およびモンテリ村に接している。
ヴォルネのAOCが適用される畑は213haあり、一部は村境を超えて、赤ワインとしての知名度が低いムルソー村にも及んでいる（ヴォルネ・サントノ。赤はヴォルネ・サントノ、白はムルソー・サントノとなる）。
すべて赤ワインで、特級畑はないが、やさしく繊細で、優雅な味わいは、「ブルゴーニュの貴婦人」に譬えられる優れたワインである。